# Pecelj
Pecelj este o localitate din comuna Podčetrtek, Slovenia, cu o populație de 54 de locuitori.